# Хиос
Вижте пояснителната страница за други значения на Хиос.
Хиос (на гръцки: Χίος; на турски: Sakız; на генуезки диалект: Scio) е петият по големина гръцки остров. Разположен е в източната част на Егейско море, на 7 km от най-западната точка на турския полуостров Чешме. Попада в рамките на ном Хиос. Стопански, административен и културен център и най-голям град на острова е Хиос, разположен на източното му крайбрежие.

## География
Площта на остров Хиос възлиза на 842 km². Дължина от север на юг 45 km, широчина от 13 до 30 km. Бреговата му линия е сравнително слабо разчленена, но се срещат множество малки заливчета (Вичада, Анатолико, Каламоти, Каринта, Апотика, Места, Елата, Ормо и др.) с прекрасни плажове. На 15 km на северозапад се намират малките острови Псара и Антипсара, а на изток, в протока отделящ го от турското крайбрежие, островната група Инусе (тя също е гръцка територия). Островът е изграден предимно от варовици и шисти. Релефът е преобладаващо планински с максимална височина 1297 m, издигаща се в северната му част. На юг и югозапад има малки крайбрежни равнини. Естествената растителност е представена основно от средиземноморски твърдолистни храсти, а на отделни места са се запазили малки горички от алепски бор. На острова се отглеждат маслини, цитрусови плодове и лозя. Съществува местна порода овце. Развит е риболовът на сардина и скумрия.

## Историческа справка
Остров Хиос е един от центровете на Егейската култура. Неговите древни обитатели – племената лелеги и карийци в началото на 1-вото хилядолетие пр.н.е. били завладени от йониците. От 8. век пр.н.е. островът става важен търговско-занаятчийски център в Егейско море. От тук са се изнасяли за другите части на Гърция висококачествено вино, мастикс, мрамор, смокини и не на последно място скопени петли. На острова е възникнал и първия в Гърция пазар за роби. Хиос се смята за един от древните центрове за литература и изкуство. Предполага се, че е родно място на Омир. През 1. век пр.н.е. островът попада под римска власт, от края на 4. до 13. век е византийско владение, след това – генуезко владение, а от 1566 г. е под турска власт. През 1912 г. влиза в пределите на Гърция. В южната част на острова, в близост до селището Пирги, се намира светилище на Аполон (основано през 9. век пр.н.е.) с изграден през 2-рата половина на 6. век пр.н.е. храмов комплекс. На острова е запазена средновокевната крепост на византийския Нов манастир Неа Мони, изградена през 1042 – 1056 г.
Три от манастирите на острова са обявени за обекти от списъка на ЮНЕСКО на световното наследство.